# 지양산토성
지양산토성(芝陽山土城)은 서울특별시 양천구 신정3동에 있던 토성이다. 지금은 흔적만이 남아있다.